# 福井県の県道一覧
福井県の県道一覧（ふくいけんのけんどういちらん）は、福井県を通る県道の一覧である。

## 県道番号の法則
福井県の県道番号は下記の法則によって規則的に割り振られている。これは県道利用者の利便性を図るため、1994年（平成6年）に県が定めた指針に基づいている。
1. 主要地方道は1 - 2桁の県道番号を割り振る。一般県道には3桁の県道番号を割り振る。
2. 福井県内を通る一般国道と同じ県道番号は欠番にする（滋賀県、神奈川県などと同様）。
3. 隣接府県と接続する福井県道の番号は越境統一とする。

## 主要地方道
福井県を大きく2地域に区分する際の嶺北と嶺南を結ぶ主要地方道は存在せず、道路は高速自動車国道、一般国道、一般県道などでのみつながっている。

### 1 - 40
- 1 小浜綾部線 【おばま・あやべ】（京都府と県道番号共通）
- 2 武生美山線 【たけふ・みやま】
- 3 福井大森河野線 【ふくい・おおもり・こうの】
- 4 越前宮崎線 【えちぜん・みやざき】
- 5 福井加賀線 【ふくい・かが】（石川県と県道番号共通）
- 6 福井四ヶ浦線 【ふくい・しかうら】
- 7 三国東尋坊芦原線 【みくに・とうじんぼう・あわら】
- 8 （欠番）　※国道8号との混同を避けるため
- 9 芦原丸岡線 【あわら・まるおか】
- 10 丸岡川西線 【まるおか・かわにし】
- 11 福井停車場線 【ふくいていしゃじょう】
- 12 武生停車場線 【たけふていしゃじょう】
- 13 敦賀停車場線 【つるがていしゃじょう】
- 14 小浜停車場線 【おばまていしゃじょう】
- 15 小浜港線 【おばまこう】
- 16 坂本高浜線 【さかもと・たかはま】
- 17 勝山丸岡線 【かつやま・まるおか】
- 18 鯖江美山線 【さばえ・みやま】
- 19 武生米ノ線 【たけふ・こめの】
- 20 三国春江線 【みくに・はるえ】
- 21 舞鶴野原港高浜線 【まいづる・のはらこう・たかはま】（京都府と県道番号共通）
- 22 上中田烏線 【かみなか・たがらす】
- 23 小浜朽木高島線 【おばま・くつき・たかしま】（滋賀県と県道番号共通）
- 24 小浜上中線 【おばま・かみなか】
- 25 福井今立線 【ふくい・いまだて】
- 26 大野勝山線 【おおの・かつやま】
- 27 （欠番）　※国道27号との混同を避けるため
- 28 福井朝日武生線 【ふくい・あさひ・たけふ】
- 29 福井金津線 【ふくい・かなづ】
- 30 福井丸岡線 【ふくい・まるおか】（旧国道8号）
- 31 篠尾勝山線 【しのお・かつやま】
- 32 清水美山線 【しみず・みやま】
- 33 佐田竹波敦賀線 【さた・たけなみ・つるが】（敦賀半島横断道路）
- 34 松ケ谷宝慶寺大野線 【まつがたに・ほうきょうじ・おおの】
- 35 久坂中ノ畑小浜線 【ひささか・なかのはた・おばま】
- 36 敦賀港線 【つるがこう】
- 37 金津インター線 【かなづインター】
- 38 丸岡インター線 【まるおかインター】
- 39 鯖江インター線 【さばえインター】
- 40 武生インター線 【たけふインター】

## 一般県道

### 101 - 200
- 101 三国金津線 【みくに・かなづ】
- 102 春江川西線 【はるえ・かわにし】
- 103 福井三国線 【ふくい・みくに】
- 104 鯖江織田線 【さばえ・おた】
- 105 鯖江今立線 【さば・いまだて】
- 106 三国丸岡停車場線 【みくに・まるおかていしゃじょう】
- 107 泊小浜停車場線 【とまり・おばまていしゃじょう】
- 108 春江丸岡線 【はるえ・まるおか】
- 109 南横地芦原線 【みなみよこじ・あわら】
- 110 北野松岡線 【きたの・まつおか】（旧名・中川松岡線）
- 111 舟橋松岡線 【ふなばし・まつおか】
- 112 栃神谷鳴鹿森田線 【とちがみや・なるか・もりた】
- 113 稲津松岡線 【いなづ・まつおか】
- 114 吉野福井線 【よしの・ふくい】
- 115 殿下福井線 【でんが・ふくい】
- 116 徳光福井線 【とくみつ・ふくい】
- 117 今立池田線 【いまだて・いけだ】
- 118 東美浜停車場線 【ひがしみはまていしゃじょう】
- 119 三国停車場線 【みくにていしゃじょう】
- 120 細呂木停車場北潟線 【ほそろぎていしゃじょう・きたがた】
- 121 芦原湯町停車場線 【あわらゆのまちていしゃじょう】
- 122 芦原温泉停車場線 【あわらおんせんていしゃじょう】
- 123 芦原温泉停車場北野線 【あわらおんせんていしゃじょう・きたの】（旧名・芦原温泉停車場中川線）
- 124 牛ノ谷停車場線 【うしのやていしゃじょう】
- 125 森田停車場線 【もりたていしゃじょう】
- 126 森田停車場中角線 【もりたていしゃじょう・なかつの】
- 127 白山中居神社朝日線 【はくさんちゅうきょじんじゃ・あさひ】（岐阜県と県道番号共通）
- 128 福井停車場米松線 【ふくいていしゃじょう・よねまつ】
- 129 福井停車場線 【ふくいしんていしゃじょう】
- 130 河内熊川線 【こうち・くまがわ】
- 131 勝山停車場線 【かつやまていしゃじょう】
- 132 平泉寺線 【へいせんじ】
- 133 （欠番）
- 134 鯖江停車場線 【さばえていしゃじょう】
- 135 谷北六呂師線 【たに・きたろくろし】
- 136 帆山王子保停車場線 【ほやま・おうしお】
- 137 杣山城趾線 【そまやまじょうし】
- 138 今庄停車場線 【いまじょうていしゃじょう】
- 139 （欠番）
- 140 敦賀柳ヶ瀬線 【つるが・やながせ】（滋賀県と県道番号共通）
- 141 竹波立石縄間線 【たけなみ･たけいし･のうま】（敦賀半島道路）
- 142 松島若葉線 【まつしま・わかば】
- 143 松原粟野停車場線 【まつばら・あわのていしゃじょう】
- 144 三方停車場線 【みかたていしゃじょう】
- 145 十村停車場線 【とむらていしゃじょう】
- 146 東小浜停車場線 【ひがしおばまていしゃじょう】
- 147 瓜生今福線 【うりゅう・いまふく】
- 148 加斗停車場線 【かとていしゃじょう】
- 149 音海中津海線 【おとみ・なかつみ】
- 150 青郷停車場線 【あおのごうていしゃじょう】
- 151 加戸三国線 【かど・みくに】
- 152 波松芦原線 【なみまつ・あわら】
- 153 水口牛ノ谷線 【みずぐち・うしのや】
- 154 高柳矢地線 【たかやなぎ・やじ】
- 155 八幡横越線 【はちまん・よこごし】
- 156 佐野山岸線 【さの・やまぎし】
- 157 （欠番）　※国道157号との混同を避けるため
- 158 （欠番）　※国道158号との混同を避けるため
- 159 長畑金津線 【なかばたけ・かなづ】
- 160 板倉高江線 【いたくら・たかえ】
- 161 （欠番）　※国道161号との混同を避けるため
- 162 （欠番）　※国道162号との混同を避けるため
- 163 高江針原線 【たかえ・はりばら】
- 164 大畑松岡線 【おばたけ・まつおか】
- 165 京善原目線 【きょうぜん・はらめ】
- 166 北潟平山線 【きたがた・ひらやま】
- 167 磯部島西瓜屋線 【いそべじま・にしうりや】
- 168 藤巻下荒井線 【ふじまき・しもあらい】
- 169 平泉寺大渡線 【へいせんじ・おおわたり】
- 170 五条方下荒井線 【ごじょうほう・しもあらい】
- 171 五条方松原出勝山線 【ごじょうほう・まつばらで・かつやま】
- 172 皿谷大野線 【さらだに・おおの】
- 173 上小池勝原線 【かみこいけ・かどはら】
- 174 上大納下山線 【かみおおのう・しもやま】
- 175 熊河池田線 【くまのこ・いけだ】
- 176 御本丸大手町線 【ごほんまる・おおてちょう】
- 177 山奥九十九橋線 【やまおく・つくもばし】
- 178 篠尾出作線 【しのお・しゅっさく】
- 179 淵上志比口線 【ふちのうえ・しひぐち】
- 180 東郷福井線 【とうごう・ふくい】
- 181 東郷麻生津線 【とうごう・あそうづ】
- 182 三尾野別所線 【みおの・べっしょ】
- 183 上一光大丹生線 【かみいかり・おにゅう】
- 184 別所朝日線 【べっしょ・あさひ】
- 185 鯖江清水線 【さばえ・しみず】
- 186 神明停車場線 【しんめいていしゃじょう】
- 187 寺朝日線 【てら・あさひ】
- 188 石田家久停車場線 【いしだ・いえひさていしゃじょう】
- 189 青野鯖江線 【あおの・さばえ】
- 190 小曽原武生線 【おぞわら・たけふ】
- 191 鯖江浅水線 【さばえ・あそうず】
- 192 上河内北中線 【かみこうち・きたなか】
- 193 藤木新堂線 【ふじき・しんどう】
- 194 西尾鯖江停車場線 【にしお・さばえていしゃじょう】
- 195 大土呂停車場河北線 【おおどろていしゃじょう・こぎた】
- 196 北吾妻武生新停車場線 【きたあずま・たけふしんていしゃじょう】
- 197 文室池泉線 【ふみむろ・いけいずみ】
- 198 池泉今立線 【いけいずみ・いまだて】
- 199 大滝定友線 【おおたき・さだとも】
- 200 岩本粟田部線 【いわもと・あわたべ】

### 201 - 273
- 201 菅生武生線 【すごう・たけふ】
- 202 中小屋武生線 【なかごや・たけふ】
- 203 池田南条線 【いけだ・なんじょう】
- 204 大谷杉津線 【おおたに・すいづ】
- 205 湯谷王子保停車場線 【ゆや・おうしおていしゃじょう】
- 206 甲楽城勝連花線 【かぶらき・しょうれんげ】
- 207 今庄杉津線 【いまじょう・すいづ】
- 208 徳光鯖江線 【とくみつ・さばえ】
- 209 五幡新保停車場線 【いつはた・しんぼていしゃじょう】
- 210 余座若葉線 【よざ・わかば】
- 211 山櫛林線 【やま・くしばやし】
- 212 寺武生線 【てら・たけふ】
- 213 松屋河原市線 【まつや・かわらいち】
- 214 日向郷市線 【ひるが・ごういち】
- 215 久々子金山線 【くぐし・かねやま】
- 216 常神三方線 【つねがみ・みかた】
- 217 海士坂鳥浜線 【あまさか・とりはま】
- 218 新道安賀里線 【しんどう・あがり】
- 219 本保平野線 【ほんぼ・ひらの】
- 220 羽賀東小浜停車場線 【はが・ひがしおばまていしゃじょう】
- 221 奥越高原線 【おくえつこうげん】
- 222 中井青井線 【なかい・あおい】
- 223 岡田深谷線 【おかだ・ふかたに】
- 224 染ヶ谷小倉線 【そめがたに・おぐら】
- 225 敦賀美浜線 【つるが・みはま】
- 226 三国停車場桜谷線 【みくにていしゃじょう・さくらだに】
- 227 鷹巣港線 【たかすこう】
- 228 福井停車場勝見線 【ふくいていしゃじょう・かつみ】
- 229 福井鯖江線 【ふくい・さばえ】
- 230 大谷秋生大野線 【おおたに・あきう・おおの】
- 231 広野大門線 【ひろの・だいもん】
- 232 竹田東古市停車場線 【たけだ・ひがしふるいちていしゃじょう】
- 233 美浜停車場線 【みはまていしゃじょう】
- 234 福井空港線 【ふくいくうこう】
- 235 加斗袖崎住吉線 【かと・そでさき・すみよし】
- 236 高浜港高浜停車場線 【たかはまこう・たかはまていしゃじょう】
- 237 畑若狭和田停車場線 【はた・わかさわだていしゃじょう】
- 238 一乗谷朝倉氏遺跡東大味線 【いちじょうだにあさくらしいせき・ひがしおおみ】
- 239 上唯野西屋勝山線 【かみゆいの・にしや・かつやま】
- 240 本郷大野線 【ほんごう・おおの】
- 241 赤礁崎公園線 【あかぐりさきこうえん】
- 242 勝見稲津線 【かつみ・いなづ】
- 243 領家河和田線 【りょうけ・かわだ】
- 244 三方五湖公園線 【みかたごここうえん】
- 245 永平寺線 【えいへいじ】
- 246 杉山兼田線 【すぎやま・かねだ】
- 247 南条停車場線 【なんじょうていしゃじょう】
- 248 武生池田線 【たけふ・いけだ】
- 249 田烏公園線 【たがらすこうえん】
- 250 （欠番：行松元町線は、全区間が国道365号に内含されることになり廃止。なお当該区間は2020年（令和2年）に国道365号の経路再変更により越前市道へ格下げされている。）
- 251 本郷福井線 【ほんごう・ふくい】
- 252 三尾野鯖江線 【みおの・さばえ】
- 253 清水麻生津線 【しみず・あそうづ】
- 254 （欠番：上志比インター線 は、全区間が栃神谷鳴鹿森田線に内含されることになり廃止。当該区間はのちに国道416号の指定を受ける。）
- 255 牧福島上荒川線 【まきふくしま・かみあらかわ】
- 256 福井港線 【ふくいこう】
- 257 坂井金津線 【さかい・かなづ】
- 258 トリムパークかなづ線 【トリムパークかなづ】
- 259 龍ヶ鼻ダム公園線 【りゅうがはなダムこうえん】
- 260 勝山インター線 【かつやまインター】
- 261 滝波長山線 【たきなみ・ながやま】
- 262 武生インター東線 【たけふインターひがし】
- 263 糸生宮崎線 【いとう・みやざき】
- 264 越前織田線 【えちぜん・おた】
- 265 ふくい健康の森線 【ふくいけんこうのもり】
- 266 犬見崎和田線 【いぬみさき・わだ】
- 267 小浜インター線 【おばまインター】
- 268 福井森田丸岡線 【ふくい・もりた・まるおか】
- 269 越前たけふ駅線 【えちぜんたけふえき】
- 270 桝谷ダム宇津尾線 【ますたにダム・うつお】
- 271 敦賀駅東線 【つるがえきひがし】
- 272 金津丸岡線 【かなづ・まるおか】（旧国道8号）
- 273 三方五湖レインボーライン線 【みかたごこレインボーライン】

### 771 - 772（京都府越境路線）
- 771 名田庄綾部線 【なたしょう･あやべ】（京都府と県道番号共通）
- 772 高浜舞鶴線 【たかはま･まいづる】（京都府と県道番号共通）

### 801 - 803（自転車道）
- 801 永平寺福井自転車道線 【えいへいじ・ふくいじてんしゃどう】
- 802 小浜大飯高浜自転車道線 【おばま・おおい・たかはまじてんしゃどう】
- 803 北潟湖畔自転車道線 【きたがたこはんじてんしゃどう】